# Lagerstroemia minuticarpa
Lagerstroemia minuticarpa är en fackelblomsväxtart som beskrevs av Debberm. och P. C. Kanj.. Lagerstroemia minuticarpa ingår i släktet Lagerstroemia och familjen fackelblomsväxter. Inga underarter finns listade i Catalogue of Life.